# Ulów (Sainte-Croix)
Pour les articles homonymes, voir Ulów.
Ulów est une localité polonaise de la gmina de Bałtów, située dans le powiat d'Ostrowiec en voïvodie de Sainte-Croix.